# Kammen
Kammen est un village du comté de Troms, en Norvège. Il est situé sur l'île de Vannøya.
En 2009, Kammen ne comptait que quatre habitants, alors qu'en 1900 il y avait 19 habitants. On y trouvait auparavant un magasin et un bureau de poste, mais ce dernier a fermé dans les années 1960.

## Géographie
Administrativement, Kammen fait partie de la kommune de Karlsøy.